# No Sleeep
Singles de Janet Jackson
Nothing
(2010) Dammn Baby
(2016)
No Sleeep est une chanson de Janet Jackson publiée le 22 juin 2015, en tant que premier single de l'album Unbreakable qui paraitra à la fin de l'année 2015. Il s'agit de sa première chanson inédite depuis cinq ans, et la première qu'elle sort sous son propre label, Rhythm Nation Records. À la composition et à  la production, on retrouve Jimmy Jam et Terry Lewis, avec qui la chanteuse a collaboré pour tous ses albums studio de Control (1986) à 20 Y.O. (2006).

## Genèse
Après la tournée Number Ones: Up Close and Personal en 2011, Janet Jackson se retire de la scène musicale. Après de nombreuses rumeurs sur son retour, elle finit par annoncer un nouvel album et une nouvelle tournée le 16 mai 2015 via une vidéo dans laquelle elle s'adresse au public en voix-off, sur un instrumental inédit qui se révèlera être celui de No Sleeep.
Au début du mois de juin 2015, l'auteur et producteur Jimmy Jam publie sur Twitter la photo d'une partition dans un studio d'enregistrement, avec le message suivant : "Early morning #Plush #NoSL333P #ConversationsInACafe". Les titres No SL333P et Plush sont présents sur les partitions. Le 15 juin, Janet annonce les premières dates de la tournée Unbreakable World Tour, et offre la possibilité de commander le premier single sur son site officiel. Sans être officiellement annoncés, le visuel et le titre du single sont visibles. No Sleeep est finalement mise en ligne sur YouTube le 22 juin 2015 et disponible en téléchargement plus tard le même jour. La chanteuse dédie la chanson à son mari, Wissam Al Mana dans le tweet où elle dévoile le morceau. "I dedicated this to My love" annonce-t-elle.

## Vidéo clip
Un clip illustrant la chanson No Sleeep est dévoilé le 24 juillet 2015. La vidéo a été créée à partir d'une nouvelle version de la chanson, en featuring avec le rappeur américain J. Cole, et a été réalisé par David Meyers qui avait déjà collaboré avec Janet Jackson en ayant réaliser les clips des chansons All for You, I Want You, Just a Little While. Le clip montre Jackson errant dans un manoir, dans la nuit pendant un orage. La chanteuse se déplace de chambre en chambre, vides et faiblement éclairés, avant d'être accompagné par J. Cole à la fin. Son esthétique minimaliste et sa production a été comparé par Bianca Gracie de Idolator au clip de That's the Way Love Goes (1993). On peut apercevoir dans le clip de No Sleeep, une photographie de Janet Jackson jeune avec son père, Joseph Jackson.

## Classements
| Pays (2015)                                    | Meilleure position |
| ---------------------------------------------- | ------------------ |
| États-Unis (Billboard Hot 100)                 | 67                 |
| États-Unis (Billboard Hot R&B/Hip-Hop)         | 18                 |
| États-Unis (Billboard Hot R&B/Hip-Hop Airplay) | 21                 |
| États-Unis (Billboard Trending 140)            | 1                  |
| France (SNEP)                                  | 104                |
| Royaume-Uni (Téléchargements)                  | 97                 |